# Carmenta theobromae
Carmenta theobromae (tên tiếng Anh: Sâu bướm đục quả Cocoa) là một loài bướm đêm thuộc họ Sesiidae. Nó được miêu tả bởi Busck năm 1910, và được tìm thấy ở Colombia và Venezuela.
Ấu trùng ăn loài Theobroma cacao. Chúng được xem là loài gây hại nghiêm trọng.